# 李諤 (天順進士)
李諤（1422年—？），字尚默，浙江溫州府樂清縣人，明朝政治人物。進士出身。

## 生平
浙江試第六十七名。天順四年（1460年）庚辰科會試第七十六名，殿試登進士第二甲第四十四名。

## 家族
曾祖李光，曾任元知縣。祖父李轂。父亲李懷冕。